# Gare de Oued Smar
La gare de Oued Smar est une gare ferroviaire algérienne située sur le territoire de la commune de Oued Smar, dans la wilaya d'Alger.

## Situation ferroviaire
La gare est située au point kilométrique (PK) 15,5 sur la ligne d'Alger à Skikda, où elle est précédée de la gare d'El Harrach et suivie de celle Bab Ezzouar.
| \| Alger Oued · Smar Aéroport d'Alger Zéralda Birtouta Réghaïa \| Localisation de la gare de Oued Smar dans la wilaya d'Alger. |
| Alger Oued · Smar Aéroport d'Alger Zéralda Birtouta Réghaïa                                                                    |

## Service des voyageurs

### Desserte
La gare est desservie par les trains du réseau ferré de la banlieue d'Alger de la liaison Alger - Thénia.